# おしゃべりレタス
『おしゃべりレタス』は、1986年から1990年ごろまで関東地方の独立UHF局で放送されていたテレビ埼玉製作のテレビ番組である。
軽快なトークと生活情報を中心とする主婦向けの番組で、司会は大石吾朗が、アシスタントは今井晶子が務めていた。
スポンサーは、西武百貨店、西友、西洋フードシステムズなどの西武セゾングループの企業がメインであったが、後にキユーピーも加わった。セゾングループがスポンサーに付いていた関係から、埼玉県・千葉県・東京都・神奈川県内にある西友店舗で番組の公開収録が行われていた。また、放送期間中に角川書店（後のKADOKAWA）が刊行開始した主婦向けの情報誌『レタスクラブ』との連動企画もあった。
その後、西武百貨店の業績不振なども関係して番組は終了した。

## 放送局
（1987年の例）
| 放送対象地域 | 放送局             | 系列      | 放送日時           | 備考                                           |
| ------------ | ------------------ | --------- | ------------------ | ---------------------------------------------- |
| 埼玉県       | テレビ埼玉 (TVS)   | 独立UHF局 | 月曜 21:00 - 21:30 | 製作局                                         |
| 千葉県       | 千葉テレビ (CTC)   | 独立UHF局 | 月曜 20:30 - 21:00 | 30分先行ネット                                 |
| 神奈川県     | テレビ神奈川 (TVK) | 独立UHF局 | 木曜 19:30 - 20:00 | プロ野球ナイターシーズン中には別枠にて振替放送 |